# Jakubowice (powiat pińczowski)
Jakubowice – wieś sołecka w Polsce położona w województwie świętokrzyskim, w powiecie pińczowskim, w gminie Działoszyce. Przez wieś przepływa rzeka Jakubówka.
W latach 1954–1959 wieś należała i była siedzibą władz gromady Jakubowice, po jej zniesieniu w gromadzie Dziekanowice. W latach 1975–1998 miejscowość należała administracyjnie do województwa kieleckiego.

## Części wsi
| SIMC    | Nazwa     | Rodzaj    |
| ------- | --------- | --------- |
| 0237280 | Chałupki  | część wsi |
| 0237297 | Padalec   | część wsi |
| 0237305 | Serwitory | część wsi |

## Historia
W 1761 r. dziedzicem Jakubowic był Michał z Gołuchowa Gołuchowski, scholastyk kolegiaty w Pilicy.
Według spisu miast, wsi, osad Królestwa Polskiego w Jakubowicach było 27 domów a zamieszkiwało je 193 mieszkańców.
Według spisu powszechnego z roku 1921 w Jakubowicach było 94 domy i 624 mieszkańców w tym kobiet 335, mężczyzn 289.